# 이사 디오프
이사 레 뤼카 장 디오프 (Issa Laye Lucas Jean Diop, 1997년 1월 9일 ~ )는 프랑스의 축구 선수이며, 풀럼에서 센터백으로 뛰고 있다.